# Episodi di Lie to Me (prima stagione)
La prima stagione della serie televisiva Lie to Me è stata trasmessa in prima visione negli Stati Uniti d'America da Fox dal 21 gennaio al 13 maggio 2009.
In Italia è stata trasmessa in prima visione satellitare da Fox dal 7 settembre al 2 novembre 2009, ed in chiaro da Rete 4 dall'11 settembre al 23 novembre 2010.
| nº | Titolo originale  | Titolo italiano        | Prima TV USA     | Prima TV Italia   |
| -- | ----------------- | ---------------------- | ---------------- | ----------------- |
| 1  | Pilot             | Mentire per amore      | 21 gennaio 2009  | 7 settembre 2009  |
| 2  | Moral Waiver      | Dire la cosa giusta    | 28 gennaio 2009  | 7 settembre 2009  |
| 3  | A Perfect Score   | Segreti di famiglia    | 4 febbraio 2009  | 14 settembre 2009 |
| 4  | Love Always       | Amore in pericolo      | 18 febbraio 2009 | 14 settembre 2009 |
| 5  | Unchained         | Rivelazioni pericolose | 4 marzo 2009     | 21 settembre 2009 |
| 6  | Do No Harm        | Insospettabile         | 11 marzo 2009    | 21 settembre 2009 |
| 7  | The Best Policy   | La scelta più giusta   | 18 marzo 2009    | 28 settembre 2009 |
| 8  | Depraved Heart    | L'inganno              | 1º aprile 2009   | 28 settembre 2009 |
| 9  | Life Is Priceless | L'amore non ha prezzo  | 8 aprile 2009    | 5 ottobre 2009    |
| 10 | The Better Half   | Dietro le spalle       | 22 aprile 2009   | 12 ottobre 2009   |
| 11 | Undercover        | Fuoco amico            | 29 aprile 2009   | 19 ottobre 2009   |
| 12 | Blinded           | Serial killer          | 6 maggio 2009    | 26 ottobre 2009   |
| 13 | Sacrifice         | Sotto assedio          | 13 maggio 2009   | 2 novembre 2009   |

## Mentire per amore
- Titolo originale: Pilot
- Diretto da: Robert Schwentke
- Scritto da: Samuel Baum

### Trama
Il dottor Lightman e la dottoressa Foster indagano sul caso di James, un ragazzo di sedici anni accusato di aver ucciso la propria professoressa. In aeroporto incontrano Ria Torres, una ragazza capace di individuare il linguaggio visivo, per natura, e la ingaggiano a lavorare per loro. La dott. Foster e Ria inoltre, lavorano al caso di un deputato del Congresso accusato di usufruire di una prostituta, Melissa, ogni venerdì. Alla fine si scopre che James è innocente, colpevole soltanto di avere spiato ed avuto pensieri erotici sulla professoressa, mentre una sua compagna ha avuto una relazione con il preside, che l'ha messa incinta. La professoressa li ha scoperti in un'auto e ha disapprovato enormemente. Così il preside è andato a casa sua e l'ha uccisa. Il deputato invece non frequentava Melissa per i piaceri sessuali, ma per via del fatto che era sua figlia, e le dava dei soldi per non vederla fare la escort.

## Dire la cosa giusta
- Titolo originale: Moral Waiver
- Diretto da: Adam Davidson
- Scritto da: Josh Singer

### Trama
Il dottor Lightman e Torres cercano la verità su una militare dello U.S. Army che dichiara di essere stata violentata dal suo superiore. Intanto Foster e Locker indagano su un giocatore di pallacanestro, accusato di aver preso una mazzetta. Si scopre che non era stata la ragazza ad essere violentata, ma un'altra ragazza, scappata poi dall'esercito. Il giocatore di pallacanestro soffriva di artrite, e non sapeva come guadagnarsi il cibo da dare a suo fratello.

## Segreti di famiglia
- Titolo originale: A Perfect Score
- Diretto da: Eric Laneuville
- Scritto da: Steven Maeda

### Trama
L'omicidio di una ragazza, figlia di una potente giudice federale, porta Lightman e Torres in una scuola privata altamente competitiva nella quale si fa di tutto per essere il primo della classe. Contemporaneamente Foster e Loker investigano su un pilota della NASA accusato di essersi schiantato intenzionalmente con un jet di 250 milioni di dollari.

## Amore in pericolo
- Titolo originale: Love Always
- Diretto da: Tim Hunter
- Scritto da: Tom Szentgyorgyi

### Trama
La squadra assiste il servizio di sicurezza dell'ambasciata Sudcoreana, che deve prevenire un attentato alla vita dell'ambasciatore coreano in America, candidato alla presidenza nel suo paese, e alla sua famiglia.

## Rivelazioni pericolose
- Titolo originale: Unchained
- Diretto da: Lesli Linka Glatter
- Scritto da: Josh Singer

### Trama
Cal Lightman e Ria investigano su un ex-leader di una band criminale per vedere se si è veramente pentito. I sentimenti personali di Torres la portano ad essere in disaccordo con molte affermazioni di Lightman, e vengono rivelati tratti del suo passato riguardo al motivo per cui ella sia una lettrice del corpo per natura. Intanto Foster e Loker analizzano un caso alla stazione dei vigili del fuoco per scoprire se la morte di un giovane pompiere sia stato un incidente od un assassinio.

## Insospettabile
- Titolo originale: Do No Harm
- Diretto da: John Behring
- Scritto da: Jami O'Brien

### Trama
Foster e Lightman investigano su un potenziale rapimento di una ragazza di 11 anni. Durante lo svolgersi del caso, si viene a conoscenza di maggiori dettagli sulla vita privata di Gillian. Ria e Eli cercano di scoprire se una nota attivista per la pace abbia vissuto veramente ciò che afferma. Tuttavia, Eli è attratto dalla donna, e ciò interferisce con il suo parere professionale, ma infine cede ed ottiene una confessione da lei, dopo aver messo in dubbio la credibilità della sua storia.

## La scelta più giusta
- Titolo originale: The Best Policy
- Diretto da: Arvin Brown
- Scritto da: T.J. Brady e Rasheed Newson

### Trama
Mentre Cal è alle prese con le indagini su una nota casa farmaceutica, nella quale si è verificata una potente e pericolosa fuga di informazioni circa un nuovo farmaco sostituente l'insulina, il resto del gruppo si occupa della liberazione di due ostaggi americani tenuti prigionieri dalle truppe yemenite.

## L'inganno
- Titolo originale: Depraved Heart
- Diretto da: Adam Davidson
- Scritto da: Dustin Thomason

### Trama
In questo episodio l'attenzione si focalizza principalmente sul caso seguito da Cal Lightman, riguardo al misterioso suicidio di due giovani sorelle indiane e, successivamente, di un'altra donna. Si ipotizza un possibile effetto Werther, che verrà infine confutato. L'ossessione del dottor Lightman per i suicidi in generale lo porterà a scavare talmente a fondo alla faccenda fino a scoprire inquietanti realtà sul conto di persone apparentemente "perbene". In parallelo all'indagine principale, si svolge lo studio separato, condotto da Gillian Foster ed Eli Loker, sulle presunte menzogne di un'importante ex investitore e sugli enormi capitali che quest'uomo e la figlia hanno sottratto ai contribuenti americani in una maxi frode colossale.

## L'amore non ha prezzo
- Titolo originale: Life Is Priceless
- Diretto da: Clark Johnson
- Scritto da: Dustin Thomason

### Trama
Lightman e Foster si recano sul luogo di un disastro, dove tre operai sono rimasti sepolti dal crollo di un palazzo in costruzione. Lightman e Foster scopriranno che dietro la tragedia si nasconde la mancanza di controlli alle infrastrutture, omessi tramite mazzette. Nel frattempo Loker e Torres ricevono un ingente somma di denaro da un multimiliardario che vuole scoprire se la fidanzata lo ama veramente o se è più interessata ai suoi soldi.

## Dietro le spalle
- Titolo originale: The Better Half
- Diretto da: Karen Gaviola
- Scritto da: Ilana Bar-Din e Josh Singer

### Trama
Il procuratore distrettuale Zoe Landau, nonché ex moglie di Cal Lightman, ingaggia l'ex marito e la sua squadra per indagare su un caso di incendio doloso. Nel frattempo Torres e Loker investigano su un caso di omicidio di un rapper.

## Fuoco amico
- Titolo originale: Undercover
- Diretto da: Seith Mann
- Scritto da: Tom Szentgyorgyi

### Trama
Lightman e il suo gruppo indagano su un controverso caso di un poliziotto accusato di aver sparato ad un adolescente di colore, complicato dall'intrusione dell'FBI e da una minaccia di attacco terroristico. Nel frattempo il Lightman Group viene querelato a causa di un caso precedente che ruotava attorno ad una truffa multimiliardaria, in realtà si tratta di uno stratagemma di Cal Lightman per testare l'onestà di Torres nei confronti di Loker, responsabile di aver mentito a Foster e Lightman. Invece di essere licenziato, a Loker viene offerta la possibilità di continuare a lavorare, ma gratuitamente.

## Serial killer
- Titolo originale: Blinded
- Diretto da: Milan Cheylov
- Scritto da: Sarah Fain ed Elizabeth Craft

### Trama
Andrews Jenkins è un galeotto, condannato per aver stuprato e accecato decine di giovani donne. Un emulatore sta agendo esattamente come lui, ed ipotizzando che il carcerato sia in contatto con lui, l'FBI chiede a Lightman di aiutarli. Lightman infiltrato in prigione, instilla il dubbio che si stia rompendo il rapporto tra Jenkins e l'emulatore, quasi come quello tra "mentore e allievo", e Jenkins, prima sempre sicuro di sé ma ora risentito, fornisce così l'indicazione per catturarlo. Lightman, sorpreso dalla bravura di Ben Reynolds, agente federale che lo affiancava, lo ingaggia per i casi dell'FBI seguiti dal Lightman Group.

## Sotto assedio
- Titolo originale: Sacrifice
- Diretto da: Adam Davidson
- Scritto da: Josh Singer e Dustin Thomason

### Trama
Alcuni attentati terroristici si stanno verificando in tutta l'area di Washington D.C., l'agente dell'FBI Ben Reynolds invita il gruppo di Lightman ad aiutare per identificare i responsabili e di prevenire ulteriori attacchi. Lightman constata che le bombe sono state fatte detonare a distanza e che gli attentatori erano ignari di avere indosso dell'esplosivo. Il caso prende una svolta personale per Ria Torres, quando il fidanzato Karl Dupree rimane ferito nell'attentato avvenuto in un centro commerciale. Lightman decide di nascondere la notizia a Torres, in modo che lei possa rimanere concentrata sulle indagini.